# Наследство разорённых
«Наследство разорённых» (англ. The Inheritance of Loss) — книга, за которую её автор, Киран Десаи получила Букеровскую премию в 2006 г., Премию Национального круга книжных критиков в 2006 году, и Crossword Book Award в 2007 году.
Свою вторую книгу писательница посвятила своей матери. «Я так много работала над этой книгой в её присутствии, что чувствуется, как будто это почти её книга», — призналась Киран.
Сама Киран говорила об этой книге:

Персонажи книги полностью вымышлены, однако описанные путешествия (которые совершают её бабушка и дедушка) вполне реальны, как и моё собственное ощущение от поездок между Востоком и Западом. Именно это я и хотела показать. Тот факт, что я живу именно этой жизнью — не случайность. Это моё наследие.
Оригинальный текст (англ.)
The characters of my story are entirely fictional, but these journeys (of her grandparents) as well as my own provided insight into what it means to travel between East and West and it is this I wanted to capture. The fact that I live this particular life is no accident. It was my inheritance.

— Биография Киран Десаи

## Сюжет книги
Место действия — деревушка Чо-Ойо в Калимпонге, куда в конце 1980-х гг. к ушедшему в отставку судье переехала отучившаяся в католическом монастыре двоюродная внучка, Саи.
Жизнь Саи, её любовь к Джиану, своему сверстнику, учителю математики, непальцу по национальности, примкнувшему к антииндийскому движению становится главной сюжетной линией романа. Кроме того, в романе описывается судьба её деда, отставного судьи, получившего образование в Великобритании. Учёба сделала чужаком и в бывшей метрополии, и у себя на родине. Судья возненавидел англичан, за то, что те сторонились его, возненавидел индусов, за приверженность традиционной культуре, возненавидел свою жену, на которой женился по предписанию родителей ещё в отрочестве.
Ещё одним ключевым персонажем является повар, живущий в доме судьи, чей сын, Бижу, по счастливой случайности получил американскую визу и нелегально работал в нескольких закусочных на протяжении нескольких лет.

## Отзывы
«Наследство разоренных» — многообразный и абсолютно реалистично прописанный срез индийской жизни.
Персонажи, созданные Десаи, погрязли в ненависти к самим себе, в чувстве собственной приниженности, которое они унаследовали от колониальной эпохи. Они вынуждены жить в стране, которой англичане, вероятно, причинили непоправимое зло… Роман Десаи ещё и предостережение сторонникам глобализации: роман показывает, как это явление влияет на человеческую личность. Это ещё и история о любви между юношей и девушкой, между отцом и сыном, между дедом и внучкой, трансформировавшейся в чувство сочувствия и сопережевания.

…по прочтении его [романа] становится очевидно — букеровское жюри приняло политическое решение. Это, конечно, не провал, но и далеко не шедевр — слишком много идеологии, слишком мало артистизма.